# .yu
.yuは本来、ユーゴスラビアに割り当てられていた国別コードトップレベルドメイン(ccTLD)。ユーゴスラビアは2003年2月にセルビア・モンテネグロに名前が変わり、2006年7月には、セルビアとモンテネグロに分裂し、2010年3月30日を以って廃止された。
.yuドメインはYUNET Associationによって管理されていた。これは元々、ベオグラード大学(University of Belgrade)の電気工学科が母体となったものである。
.yuはかつてISO 3166-1 での2文字で表すコードに対応していない少ない例の1つであった。2003年2月、ユーゴスラビアは公式の国名の変更により、2003年7月にYUのコードはCSに置き換えられた。国別コードトップレベルドメインの.csも変更後の国名「セルビア・モンテネグロ」に対して.csが2003年2月に割り当てられたが、使用されることは無かった。これは、セルビア･モンテネグロが分裂し、セルビア共和国とモンテネグロ共和国となったためである。
2006年9月、ISOは、セルビアに.rsを、モンテネグロに.meを提案した。2006年9月26日、ISO3166 維持機関は、ISO 3166-1 Alpha-2コードCSからRSへの変更に同意した。

## かつての.yuドメインの使用
.yuの下の全てのドメインは、正式な団体にのみ利用可能であった。トップレベルドメインは、2つの共和国の共和国直属の団体や公式の政府の施設そして、インターネットサービスプロバイダーに対してのみ利用可能であった。

### 第2レベルのドメイン
- 大学等の研究教育機関は、大学のドメイン.ac.yuの下に置かれた。例えば、ベオグラード大学(.bg)の電気工学科(.etf)は、 .etf.bg.ac.yu のドメインとなる。
- 高等学校などの通常の教育機関は.edu.yuを使用した。
- 独立の組織は.org.yuドメインを使用した。
- 会社組織は.co.yuドメインを使用した。
- 政府の機関は.gov.yuドメインを使用した。